# Джиган
Джига́н (настоящее имя — Дени́с Алекса́ндрович Усти́менко-Вейнште́ин; укр. Денис Олександрович Устименко-Вейнштеїн; род. 2 августа 1985, Одесса) — российский рэпер украинского происхождения.

## Биография
Родился 2 августа 1985 года в Одессе.
В 2005 году на лейбле Respect Production вышел третий студийный альбом группы «Крёстная семья» — «Жизнь или кошелёк», где Джиган (GeeGun) принимал участие в песне «Мои пацаны», в дальнейшем он принимал участие в гастролях группы как диджей.
В 2007 году окончил факультет физической культуры ЮНПУ им. Ушинского. В этом же году вместе с Тимати и Богданом Титомиром записал песню «Грязные шлюшки». Вместе с этим треком они выступили на церемонии вручения наград MTV RMA — это был первый выход Джигана на большую сцену.
В 2007 году Джиган стал официальным артистом лейбла Black Star Inc., выпустил первую песню и клип «Одноклассница» — совместная работа с Тимати. В марте 2011 года появилась совместная с Юлей Савичевой композиция «Отпусти». Песня поднялась в радиочарте «Tophit» до 8 места и заняла первое место чарта Weekly Audience Choice Top Hit (составленный по данным об эфирах песен за неделю в программах по заявкам радиослушателей). Количество просмотров клипа на YouTube превысило 17 миллионов. 28 сентября 2011 года вышла ещё одна совместная работа — «Ты рядом», записанная совместно с Жанной Фриске.
В ноябре 2011 года снялся в эпизодической роли фильма «Бой с тенью 3: Последний раунд».
Снялся в одной из серий сериала «СашаТаня», сыграв самого себя.
В 2012 году записал песню «Карнавал» вместе с «Дискотекой Аварией» и певицей Викой Крутой. Вышел одноимённый видеоклип.
5 апреля 2012 года в честь выхода альбома «Холодное сердце» Джиган представил клип на песню «Нас больше нет». В записи этого альбома, помимо Юлии Савичевой, Жанны Фриске и Анны Седоковой, приняли участие Сосо Павлиашвили, Тимати, Теона Дольникова, Дискотека Авария и Вика Крутая, над ремиксами работал DJ M.E.G. Релиз пластинки состоялся 10 апреля 2012 года.
В сентябре того же года вышел первый сингл «Держи меня за руку» из второго студийного альбома под названием «Музыка. Жизнь». Далее последовала песня «На край света».
20 ноября 2013 года вышел второй студийный альбом Джигана «Музыка. Жизнь». В него вошли синглы «Держи меня за руку» и «На край света», а также дуэты с Димой Биланом и бывшей вокалисткой 5sta Family Лоей.
31 декабря 2013 года у Джигана закончился контракт с «Black Star Inc.». Артист перешёл на «SBA Production», который являлся подлейблом Warner Music Russia (ex-Gala Records). А после закрытия подлейблов Галы в 2017 году, уже на сам Warner Music Russia.
В феврале 2014 года вышел танцевальный трек «Надо подкачаться». В клипе принимали участие чемпионы России и Европы по бодибилдингу.
Весной 2014 года вышли песня и клип «Небо», записанные с певицей Asti. Режиссёром видео стал Павел Худяков.
В сентябре 2014 года Джиган и Юлия Савичева представили вторую совместную работу и видео «Любить больше нечем». Дуэт оказался на первой строчке в iTunes и в эфире популярных радиостанций Love Radio, Europa Plus, DFM и других. Трек занял первое место чарта Weekly Audience Choice Top Hit (составленный по данным об эфирах песен за неделю в программах по заявкам радиослушателей).
В мае 2015 года вышел третий альбом «Твой выбор». В июне на премии «Муз-ТВ» Джиган получил премию как лучший хип-хоп-исполнитель года. На премии «Русского радио» «Золотой граммофон» в конце года получил диплом за песню «Я и ты». На премии «Песня года» — награду за трек «Любить больше нечем».
В начале 2016 года вышел дуэтный трек и видео со Стасом Михайловым «Любовь-наркоз». На трек был снят клип. В 2016 году состоялся релиз четвёртого студийного альбома под названием «Джига». Альбом состоит из 15 треков.
В 2016 году записал трек «До последнего вздоха» с Бастой, «Мой Мир» с Asti, «Готов на всё» с Базилем.
30 июня 2017 года вышел пятый студийный альбом из 12 треков «Дни и ночи».
В декабре 2017 года с синглом «Дни и ночи» Джиган становится лауреатом премии «VK Music Awards».
9 июня на премии «Муз-ТВ» Джиган стал победителем номинации «Хип-хоп-исполнитель года». В декабре 2017 года с синглом «Дни и ночи» Джиган стал лауреатом премии.
В средствах массовой информации Джиган неоднократно подвергался обвинениям в плагиате трека «Дни и ночи». По сообщениям некоторых источников, музыка была взята из трека «Тает лёд» группы «Грибы», а образы в клипе — из творчества Die Antwoord.
В феврале 2018 года вышел сингл «ДНК», записанный Джиганом совместно с Артёмом Качером. Видеоклип набрал более 27 млн просмотров на YouTube.
8 июня 2018 года на премии телеканала «МУЗ-ТВ» Джиган получил тарелку как «Лучший хип-хоп проект года».
25 июля «ДНК» получил статус «четырёхкратной платины» — 400 000 проданных копий.
В декабре 2018 года Джиган с супругой Оксаной Самойловой совместно с медиа компанией «Акула медиа групп» и крупными брендами организовали для своих поклонников масштабный конкурс и подарили больше 200 000 призов, среди которых главный приз Ауди А4.
27 мая 2019 года IX Русской музыкальной премии RU.TV Джиган стал лауреатом в номинации «Лучший хип-хоп проект».
7 июня 2019 года на премии телеканала «МУЗ-ТВ» Джиган получил тарелку как «Лучший хип-хоп проект».
29 декабря 2019 года Джиган вместе с Bahh Tee выпустил клип на песню «Кислород». Это трек-посвящение жене рэпера Оксане Самойловой.
12 мая 2020 года Джиган официально помирился с Тимати, с которым у него до этого был конфликт.

## Личная жизнь
Жена — Оксана Валерьевна Самойлова (род. 27 апреля 1988 в Ухте) — бывшая модель, участвовала в нескольких рекламных кампаниях популярных марок, предпринимательница, основательница брендов MiraSezar и Sammy Beauty.
27 июля 2011 года родилась дочь Ариела. 3 сентября 2014 года родилась дочь Лея, 27 апреля 2017 года — дочь Майя, 18 февраля 2020 года — сын Давид.

## Общественно-политическая позиция
С 2021 года входит в базу украинского сайта «Миротворец».
В 2022 году высмеял российских «уклонистов» от мобилизации.
6 января 2023 года, на фоне вторжения России на Украину, Джиган включён в санкционный список Украины лиц, «которые публично призывают к агрессивной войне, оправдывают и признают законной вооружённую агрессию РФ против Украины, оккупацию территории Украины». Предусматривается блокирование активов на территории страны, прекращение выполнения экономических и финансовых обязательств, прекращение культурных обменов и сотрудничества, лишение украинских госнаград.

## Спортивные достижения
В 7 лет начал заниматься спортом: боксом, тайским боксом и кикбоксингом. Мастер спорта Украины по кикбоксингу. По сей день Джиган продолжает активно заниматься спортом.

## Дискография

#### Студийные альбомы
- 2012 — «Холодное сердце»
- 2013 — «Музыка. Жизнь.»
- 2015 — «Твой выбор»
- 2016 — «Джига»
- 2017 — «Дни и ночи»
- 2019 — «Край рая»
- 2023 — «Bang»

#### Синглы
- 2012 — «Ты чемпион»
- 2012 — «Поиграем в любовь»
- 2012 — «Прогноз — зима» (при уч. Теоны Дольниковой)
- 2012 — «О тебе» (при уч. Artik’а)
- 2012 — «Тесно» (при уч. Мулата)
- 2012 — «Деньги» (при уч. Сосо Павлиашвили)
- 2012 — «Холодное сердце»
- 2012 — «Нас больше нет»
- 2013 — «На край света»
- 2013 — «Жизнь моя» (при уч. Полины Скай)
- 2013 — «Береги любовь» (при уч. Лои)
- 2013 — «Держи меня за руку»
- 2014 — «#Надоподкачаться»
- 2015 — «Не со мной» (при уч. Доминика Джокера)
- 2015 — «Ахумилительная туса»
- 2015 — «Я и ты»
- 2015 — «Любить больше нечем» (при уч. Юлии Савичевой)
- 2015 — «Дождь» (при уч. МакSим)
- 2016 — «Любовь-наркоз» (при уч. Стаса Михайлова)
- 2016 — «Всё будет хорошо» (при уч. Asti)
- 2016 — «Мелодия» (при уч. Jah Khalib’а)
- 2016 — «Мой мир» (при уч.Asti)
- 2016 — «Долетай» (при уч. Саши Жемчуговой)
- 2016 — «До последнего вздоха» (при уч. Басты)
- 2016 — «Нас больше нет»
- 2017 — «Дни и ночи»
- 2017 — «Лови меня»
- 2018 — «ДНК» (при уч. Артёма Качера)
- 2018 — «777»
- 2018 — «Молоды мы»
- 2018 — «На восьмом этаже»
- 2018 — «Наутро» (при уч. Григория Лепса)
- 2019 — «Голые ладони» (при уч. Ганвеста)
- 2019 — «Плавно»
- 2019 — «Таких не бывает» (при уч. Artik’а & Asti)
- 2019 — «Кислород» (при уч. Bahh Tee)
- 2020 — «Для неё» (при уч. Зомба)
- 2020 — «Тайны»
- 2020 — «Jiggy» (Remix) (при уч. Индаблэка)
- 2020 — «Хавчик» (при уч. Тимати & Дани Милохина)
- 2020 — «Rolls Royce» (при уч. Тимати & Егора Крида)
- 2021 — «На чиле» (при уч. Егора Крида, The Limba, Blago White, OG Buda, Тимати, Soda Luv & Guf)
- 2022 — «Pime Time»
- 2023 — «Танцуй со мной» (при уч. Mayot & Vacio)
- 2023 — «Стрелы» (при уч. Andro)
- 2023 — «Паутина» (при уч. Qontrast & blago white)
- 2024 — «Матрёшки» (при уч. Jakone)
- 2024 — «Как солнце» (при уч. Qontrast)
- 2024 — «Худи» (при уч. Artik & Asti, Niletto)
- 2024 — «Мало кто поймёт» (при уч. Loc-Dog & Kiliana)
- 2024 — «Холодное сердце» (при уч. Karna.val)

#### Участие на альбомах других исполнителей
- Дима Билан — «Крик моей души» («Не молчи»)
- Рома Жиган, Слон — «Разбогатей или сдохни» («Не против»)
- blago white, Andro — «Дарья» (inaplanetyanin)

## Чарты
| Год                                            | Название                                    | Чарты                | Чарты                | Чарты                | Чарты              | Чарты                | Альбом          |
| Год                                            | Название                                    | Российский радиочарт | Московский радиочарт | Украинский радиочарт | Киевский радиочарт | Латвийский радиочарт | Альбом          |
| ---------------------------------------------- | ------------------------------------------- | -------------------- | -------------------- | -------------------- | ------------------ | -------------------- | --------------- |
| 2010                                           | «Холодное сердце» (feat. Анна Седокова)     | 181                  | 198                  | —                    | 28                 | —                    | Холодное сердце |
| 2011                                           | «Отпусти» (feat. Юлия Савичева)             | 8                    | 13                   | 7                    | 6                  | 8                    | Холодное сердце |
| 2011                                           | «Ты рядом» (feat. Жанна Фриске)             | 71                   | —                    | 27                   | 37                 | 9                    | Холодное сердце |
| 2012                                           |                                             |                      |                      |                      |                    |                      | Холодное сердце |
| «Нас больше нет»                               | 23                                          | 34                   | 16                   | 18                   | 14                 |                      | Холодное сердце |
| «Держи меня за руку»                           | 104                                         | —                    | —                    | —                    | —                  | Музыка. Жизнь.       |                 |
| 2013                                           | «На край света»                             | 132                  | —                    | —                    | —                  | Музыка. Жизнь.       | —               |
| 2013                                           | «Береги любовь» (feat. Лоя)                 | 149                  | —                    | —                    | —                  | Музыка. Жизнь.       | —               |
| 2014                                           | «Небо» (feat. Asti)                         | 169                  | —                    | —                    | —                  | Музыка. Жизнь.       | —               |
| 2014                                           | «Любить больше нечем» (feat. Юлия Савичева) | 5                    | 15                   | —                    | —                  | 5                    | Твой выбор      |
| 2015                                           | «Я и ты»                                    | 181                  | 8                    | —                    | —                  | 8                    | Твой выбор      |
| 2017                                           | «Дни и ночи»                                | 85                   | 56                   | 33                   | —                  | —                    | Дни и ночи      |
| «—» означает, что песня отсутствовала в чарте. |                                             |                      |                      |                      |                    |                      |                 |

## Видеография
- 2007 — «Baby Boy» (feat. Ри & XL Deluxe)
- 2008 — «Грязные шл**ки» (feat. Тимати & Титомир)
- 2009 — «Всё ровно» (feat. DJ Nik-One & Смоки Мо)
- 2009 — «Одноклассница» (feat. Тимати)
- 2010 — «Холодное сердце» (feat. Анна Седокова)
- 2010 — «Одесса-мама»
- 2010 — «Мои мысли» (feat. Мулат)
- 2011 — «Отпусти» (feat. Юлия Савичева)
- 2011 — «Будь собой» (в составе Black Star Mafia)
- 2011 — «Ты рядом» (feat. Жанна Фриске)
- 2012 — «Ты чемпион»
- 2012 — «Карнавал» (feat. Дискотека Авария & Вика Крутая)
- 2012 — «Нас больше нет»
- 2012 — «Тесно» (feat. Мулат)
- 2012 — «Глаза» (feat. Artik)
- 2012 — «Tattoo» (в составе Black Star Mafia)
- 2012 — «Держи меня за руку»
- 2013 — «Туса» (в составе Black Star Mafia)
- 2013 — «На край света»
- 2013 — «Встреча» (feat. Таня Терёшина)
- 2013 — «Жизнь моя» (feat. Полина Скай)
- 2013 — «Береги любовь» (feat. Лоя)
- 2014 — «#Надо подкачаться»
- 2014 — «Небо» (feat. Asti)
- 2014 — «Любить больше нечем» (feat. Юлия Савичева)
- 2015 — «Время похудеть»
- 2015 — «Твой Выбор»
- 2015 — «Я и ты»
- 2015 — «Ахумилительная туса»
- 2015 — «Дождь» (feat. МакSим)
- 2016 — «Любовь—наркоз» (feat. Стас Михайлов)
- 2016 — «Всё будет хорошо» (feat. Asti)
- 2016 — «Должен сиять»
- 2016 — «Карма»
- 2016 — «Готов на всё» (feat. Базиль)
- 2016 — «Бентли»
- 2016 — «Долетай» (feat. Саша Жемчугова)
- 2017 — «Мелодия» (feat. Jah Khalib)
- 2017 — «Дни и ночи»
- 2017 — «Больше чем жизнь»
- 2018 — «ДНК» (feat. Артём Качер)
- 2018 — «Молоды мы»
- 2018 — «На восьмом этаже»
- 2019 — «Плавно»
- 2019 — «Таких не бывает» (feat. Artik & Asti)
- 2019 — «Я Буду…» (при уч. София Берг)
- 2019 — «Кислород» (feat. Bahh Tee)
- 2020 — «Тайны»
- 2020 — «Хавчик» (при уч. Тимати и Дани Милохина)
- 2020 — «Rolls Royce» (при уч. Тимати и Егора Крида)
- 2021 — «На чиле» (при уч. Егора Крида, The Limba, blago white, OG Buda, Тимати, Soda Luv & Guf)

#### Участие в видеоклипах у других исполнителей
- Тимати — «Звездопад»
- ЮрКисс — «Бабки есть»
- Егор Крид, Джарахов & Buster — «Самый худший трек»
- Doni, Harrt & Dj Daveed — «Лучшая попса»
- Егор Крид — «We Gotta Get Love»

## Саундтреки
- 2012 — «Ты чемпион» (OST «Вышибала»)

## Награды и премии
- 21 июня 2011 — лауреат ежегодной премии «Fashion People Awards» в номинации «Фэшн-дуэт» с Юлией Савичевой.
- 26 ноября 2011 — почётная статуэтка престижной премии «Золотой граммофон» за хит «Отпусти», при участии Юлии Савичевой.
- 3 декабря 2011 — лауреат Фестиваля «Песня года» в дуэте с Юлией Савичевой.
- 1 января 2012 — диплом и красная звезда от телепередачи «20 лучших песен» за дуэтную песню с Юлией Савичевой «Отпусти».
- 1 декабря 2012 — лауреат Фестиваля «Песня года» совместно с Дискотекой Аварией и Викой Крутой.
- 1 января 2013 — диплом и красная звезда от телепередачи «20 лучших песен» за песню «Нас больше нет».
- 6 июня 2014 — победил в номинации Лучший Хип-Хоп-проект по версии Муз-ТВ.
- 9 июня 2014 — лауреат ежегодной премии «Fashion People Awards» в номинации «RnB-Fashion».
- 5 июня 2015 — победил в номинации Лучший Хип-Хоп-проект по версии Муз-ТВ.
- 8 июня 2015 — лауреат ежегодной премии «Fashion People Awards» в номинации «RnB-Fashion».
- 5 декабря 2015 — лауреат Фестиваля «Песня года» в дуэте с Юлией Савичевой.
- 6 июня 2016 — лауреат ежегодной премии «Fashion People Awards» в номинации «Дуэт-года» со Стасом Михайловым.
- 20 ноября 2016 — почётная статуэтка престижной премии «Золотой граммофон» за хит «Любовь-наркоз», при участии Стаса Михайлова.
- 2017 — на премии «Русского радио» «Золотой граммофон», в конце года, получил диплом за песню «Я и ты».
- 2017 — на премии «Песня года» — награда за трек «Любить больше нечем».
- 2017 — победитель номинации «Хип-хоп-исполнитель» года по версии «Муз-ТВ».
- 2017 — лауреат премии «VK Music Awards» с треком «Дни и ночи».
- 2018 — победитель номинации «Лучший Хип-Хоп проект года» по версии «Муз-ТВ».
- 2019 — победитель номинации «Хип-хоп-исполнитель» года по версии «Муз-ТВ».